# Billy the Kid (band)
Billy the Kid was een Nederlandse rockband, opgericht in 1995. In 2001 ging de band uit elkaar.

## Bezetting
Voormalige leden van Billy the Kid zijn:
- Ricardo Pronk - gitaar & zang (1995 - 2001)
- Ron Knoester - gitaar & zang (1995 - 2001)
- Dave Bordeaux - basgitaar, mondharmonica & zang  (1996 - 2001)
- André Kemp - drums (1996 - 2001)

- Erik Pronk - drums (1995 - 1996)
- Paul de Kruyf - basgitaar (1995 - 1996)
- Frans Buschman - basgitaar

## Discografie

### Albums
| Album met eventuele hitnotering(en) in de Nederlandse Album Top 100 | Datum van verschijnen | Datum van binnenkomst | Hoogste positie | Aantal weken | Opmerkingen                                                              |
| ------------------------------------------------------------------- | --------------------- | --------------------- | --------------- | ------------ | ------------------------------------------------------------------------ |
| Uncle Louis Coffee Corner                                           | 1998                  | -                     | -               | -            |                                                                          |
| The Burnout Factor                                                  | 1999                  | 17-07-1999            | 70              | 6            | Heruitgave van Uncle Louis Coffee Corner met Loser als toegevoegde track |
| We're No Losers                                                     | 1999                  | -                     | -               | -            |                                                                          |
| Yes Sir                                                             | 1999                  | -                     | -               | -            |                                                                          |

### Singles
| Single met eventuele hitnotering(en) in de Nederlandse Top 40 | Datum van verschijnen | Datum van binnenkomst | Hoogste positie | Aantal weken | Opmerkingen                 |
| ------------------------------------------------------------- | --------------------- | --------------------- | --------------- | ------------ | --------------------------- |
| Another Day                                                   | 1998                  | -                     | -               | -            |                             |
| Wanna Be                                                      | 1998                  | -                     | -               | -            |                             |
| Loser                                                         | 1999                  | -                     | tip 3           | -            | Nr. 51 in de Single Top 100 |
| Every Day II                                                  | 1999                  | -                     | -               | -            | Nr. 77 in de Single Top 100 |
| Fear No Fear                                                  | 2000                  | -                     | -               | -            |                             |